# The Messengers (gospel-sastav)
The Messengers (Glasnici), hrvatski je vokalni gospel sastav iz Zagreba. Izvodi pretežito crnačku duhovnu, gospel i vokalnu jazz glazbu, njegujući a capella pjevanje.

## Povijest
Sastav je osnovan na inicijativu Diane Krčmar i Matije Škvorca u studenome 2002. godine u Župi Blažene Djevice Marije Žalosne u Španskom. Među zapaženije ranije nastupe ubraja se nastup na Uskrsfestu 2008., u suradnji sa šibenskim Laudantesima, pri čemu osvajaju nagradu publike. Na Tonkafestu 2009. osvajaju drugu nagradu prosudbenoga povjerenstva festivala. Nastupili su i na Zagorje Blues Etno Festivalu u Mariji Bistrici (2015.), na zagrebačkom Floraartu (2018.), koncertnim večerima Festivala glazbe Zagreb te u nizu gradova (Đakovu, Kiseljaku, Koprivnici, Splitu, Šibeniku, Ogulinu). U suradnji s Rokom Blaževićem snimaju pjesmu »Krila«. Snimili su i glazbu za igrani film The Voice (Glas) redatelja Ognjena Sviličića.
Prvi nosač zvuka Messengersi objavljuju 2011. pod naslovom »Good News« (Radosna vijest), a koji predstavlja zbirku tradicijskih gospel i negro spiritual skladbi. 
Četiri godine kasnije predstavljaju album »Total Praise«, a 2017. »S(w)ingin' with The Messengers« u nakladi Laudata.
Koncertom u ZGK-u »Komedija« 11. studenoga 2022., sastav je obilježio dvadesetu godišnjicu djelatnosti.

## Nagrade
- 2008. Nagrada publike na Uskrsfestu, zajedno sa sastavom Laudantes.[7]
- 2009. Druga nagrada prosudbenoga povjerenstva Tonkafesta.[7]
- 2016. Prvo mjesto i zlatna plaketa Festivala glazbe Zagreb u kategoriji slobodnoga višeglasja.[5][7]
- 2019. Prvo mjesto na međunarodnom natjecanju u Veroni u kategoriji jazza, bluesa, swinga i gospela.[5][7]
- 2020. Nominacija za  nagradu Porin u kategoriji najboljega albuma popularne duhovne glazbe.[5][23]

## Vanjske poveznice
- Službene stranice sastava  Arhivirana inačica izvorne stranice od 22. veljače 2020. (Wayback Machine)
- Volite gospel i kvalitetnu glazbu? Poslušajte sastav „The Messengers“! zgexpress.net. Objavljeno 25. kolovoza 2014.